# Soeverein Congres (Verenigde Belgische Staten)
Het Soeverein Congres (Frans: Souverain Congrès) was de wetgevende raad die op 11 januari 1790 werd opgericht door het Tractaet van Vereeninge. Het was verantwoordelijk voor oorlogsvoering, muntslag, vrede en diplomatie, maar zijn belangrijkste taak was het beheer van de soevereiniteit van de onafhankelijke gebieden van de Verenigde Belgische Staten tijdens de Brabantse Omwenteling. Het congres zette subcommissies op, stuurde commissarissen naar het leger en verdeelde de taken van de regering over staatssecretarissen.

## Geschiedenis

### Context
Op 24 oktober 1789 stak generaal Jan Andries Van der Mersch de grens van de Oostenrijkse Nederlanden over bij Hoogstraten. Hierdoor brak de Brabantse Omwenteling uit. Op de 27ste won hij de slag bij Turnhout, en in november won Jan-Baptist Davaine een slag in Gent. Op 12 december werd Brussel bevrijd.

### Machtsstrijd
De Belgische rebellen waren verdeeld tussen twee facties, de progressieve Vonckisten en de conservatieve Statisten. Tijdens het Statistische schrikbewind namen de Statisten de macht, en werden de Vonckisten uit Brussel verdreven. Het Statistische congres overspoelde alle steden met propaganda.

### Val
In augustus 1790 werden de Patriotten in de pan gehakt bij Herve. Het congres stemde in met een gedwongen lening om het leger te voorzien van soldaten, ammunitie en discipline. Het voerde de propaganda op om soldaten te rekruteren. Op 22 september verloren ze echter de slag bij Falmagne en was het Patriottenleger in chaos. Op 2 december viel Brussel terug in Oostenrijkse handen. Het congres kwam voor een laatste keer samen en vluchtte over de Nederlandse grens. Op de 10de was de revolutie definitief voorbij.

## Presidenten van het congres
- François de Nélis, bisschop van Antwerpen (11 januari 1790 – 8 november 1790)
- Hendrik van Crumpipen (8 november 1790 – 2 december 1790)